# 赵家骅
赵家骅（1936年12月—），浙江绍兴人，中华人民共和国外交官，曾任中华人民共和国驻老挝人民民主共和国特命全权大使。1962年毕业于北京大学。